# هایژو
هایژو (به لاتین: Haizhu District) یک سکونتگاه مسکونی در جمهوری خلق چین است که در گوانگ‌ژو واقع شده‌است.

## خصوصیات
هایژو ۹۰٫۴ کیلومترمربع مساحت و ۸۹۰٬۵۱۲ نفر جمعیت دارد.